# Romanen om rosen
Romanen om rosen eller Rosenromanen (egentligen Romansen), på franska Roman de la Rose, är ett medeltida allegoriskt diktverk om mannen, kvinnan och kärleken. Boken påbörjades någon gång strax före 1240 av Guillaume de Lorris, en i övrigt obemärkt fransk poet om vilken inte mycket är känt. De cirka 4 000 versrader han skrev spriddes antagligen bland medeltidens läsare, för att sedan tas upp av kyrkomannen Jean de Meun, vilken utökade "romanen" till sina totalt 21 750 versrader

## Beskrivning
Romanen om rosen är utan konkurrens det mest spridda skönlitterära verket under medeltiden. Ingen annan text finns i så många bevarade handskriftsexemplar, över 300. Den var alltså betydligt mera spridd än Decamerone, Divina Commedia och Canterbury Tales. När boktryckarkonsten småningom slog igenom skulle Rosenromanen komma att tryckas om och om igen; arton upplagor är kända mellan 1481 och 1538. Den översattes under 1300-talet till bland annat holländska och italienska; den engelska översättningen gjordes av Chaucer.
Romanen om rosen är en allegori. En ung man får syn på en rosenknopp, och resten av verket skildrar hur han väntar på att få kunna se och röra vid den utslagna blomman, och hur komplicerad ungdomskärleken kan vara. Goda och onda makter dyker upp förkroppsligade, Höviskhet och Milda Blickar men också Ond Tunga och Blygsel. I viss mån skiljer sig den del av verket som skrivits av de Meun, och passar bättre in i de könsdebatterande verken från fransk medeltid.

Många litteraturhistoriker kallar de Meun för kvinnofiende, bland annat på grund av följande citat ur Roman de la Rose:
"Ni är, har varit, eller kommer alla att bli horor – om så i tanke eller i handling."
I den omtalade "fejden om rosen" riktade den dåtida författaren Christine de Pizan stark kritik mot verket.
Andra menar att det här är en orättvis bedömning, och hävdar att de Meun starkt tog kvinnans parti och anförde kvinnans många starka sidor och rättigheter som mannens jämlike.
Positionen som mest spridda världsliga litteratur skulle efter Romanen om rosen övertas av Häxhammaren (utgiven 1487).